# Frank Bagnack
Macky Frank Bagnack Mouegni (Yaoundé, Camerun el 7 de juny de 1995) és un futbolista camerunès que juga com a defensa central al FC Kairat.